# Wolf Messing
Pour les articles homonymes, voir Messing.
Wolf Grigorievitch Messing (en russe : Вольф Григорьевич Мессинг), né le 10 septembre 1899 à Góra Kalwaria, dans l'Empire russe (auj. en Pologne) et décédé le 8 novembre 1974 à Moscou, en Union soviétique, est un artiste soviétique célèbre pour sa présumée capacité à lire les pensées des spectateurs.

## Biographie
Wolf Messing naît dans une famille juive de Goura-Kalvaria, à 25 km au sud-est de Varsovie, alors située sur le territoire de l'Empire russe. Durant sa jeunesse, émigré en Allemagne, il commence sa carrière par des numéros de magie dans les cirques ambulants. Puis il développe un numéro de télépathie, fondé sur le contact avec la main. Dans un entretien accordé à P. Orechkine, Messing décrit sa performance de la sorte :

« ... Il ne s'agit pas de lecture des pensées mais plutôt, si je peux m'exprimer ainsi, de “lecture des muscles”... Lorsque quelqu'un pense intensément à quelque chose, les neurones envoient des impulsions à tous les muscles de l'organisme. Leurs mouvements, insensibles pour un œil non averti, peuvent être aisément ressentis par les miens...  Souvent, je parviens à lire les pensées sans aucun contact. Dans ce cas, c'est la fréquence de la respiration, le battement du pouls, le timbre de la voix, l'aspect de la démarche, etc., qui me servent d'indices. »

— Orechkine, in Техника — молодёжи, no 1, 1961, p. 32.
Messing explique sa technique de la même manière à D.A. Birioukov, membre correspondant de l'Académie de médecine de l'URSS.
Wolf Messing employait une technique nommée « cumberlandisme », terme tiré du nom de Stuart Cumberland (1857-1922), un "mentaliste" anglais.
En 1939, après le début de la Seconde Guerre mondiale, il se réfugie en Union soviétique, où il commence à se produire en tant que télépathe, tout d'abord en groupe puis en solo grâce à l'agence Goskoncert, tandis que son père, ses frères et tous les membres de sa famille périssent à Maidanek et dans le ghetto de Varsovie. 
Durant la guerre, Messing fait construire sur ses propres fonds deux chasseurs pour l'aviation soviétique. Le premier (Yak-7) aurait été confié en 1942 à l'aviateur Konstantin Kovaliov, tout juste après que celui-ci ait obtenu le titre de Héros de l'Union soviétique. Le second, acquis en 1944, entre en service au sein de l'escadrille Varsovie. De 1943 à 1944, Messing vit à Novossibirsk.
Aida Mikhailovna Messing, sa femme, l'assiste dans ses numéros juste avant de mourir. De 1961 à 1974, Messing est assisté par V. I. Ivanovskaya. Le 8 novembre 1974, Messing meurt des suites d'une longue maladie. Il est enterré au cimetière Vostriakovo à Moscou.

## Controverses
De nombreux faits associés à sa biographie visant à renforcer sa légende sont remis en question liée à l'absence de ces événements dans les archives du NKVD.
En 1915, à Vienne, il aurait mené une expérimentation avec Sigmund Freud et Albert Einstein.  Messing dit à Freud : « Faites un vœu. » Puis il s’approche d’Einstein et tire trois poils de sa moustache. « C’est bien cela que vous vouliez ? », demande Messing au père de la psychanalyse, qui ne répond rien.
De même, lorsque Hitler arrive au pouvoir, Messing retourne en Pologne où, dans l’un des théâtres varsoviens, il déclame sa célèbre prophétie : « si Hitler déclare la guerre à l’Est, c’est la mort qui l’attend ». À la suite de ce message, Hitler promet une récompense de 200 000 reichsmarks pour la tête de Messing. Après la prise de Varsovie par les nazis, Messing est arrêté par la Gestapo, enfermé mais parvint à s'enfuir de sa cellule[réf. souhaitée].

## Culture populaire
La vie de Wolf Messing fait l'objet d'une série télévisée ("Wolf Messing : Vu à travers le temps")   diffusé sur la chaîne de télévision RTR  en novembre 2009. 

## Liens
- Valeri Mychakov. Вольф Мессинг — мистификация века
- Vladimir Gubariev. Миф о Мессинге.
- Evgeny Aleksandrov. Вольф Мессинг принуждал женщин подыгрывать
- Zhelezniakov V.L. Гитлер и Сталин вообще не знали, кто такой Вольф Мессинг
- Korolev A. Медиум вождя.